# Стевин, Симон
Си́мон Сте́вин (нидерл. Simon Stevin, 1548 (по др. сведениям 1549), Брюгге — 1620, Гаага или Лейден) — фламандский математик, механик и инженер.

## Биография
Подробности о жизни Стевина до нас не дошли. Он начинал как купец из Брюгге, участвовал в голландской революции. Не установлены точные даты его рождения и смерти, неясно даже, в каком городе он умер (то ли Гаага, то ли Лейден). Известно, что он много путешествовал по торговым делам, затем некоторое время был личным советником принца Морица Оранского.

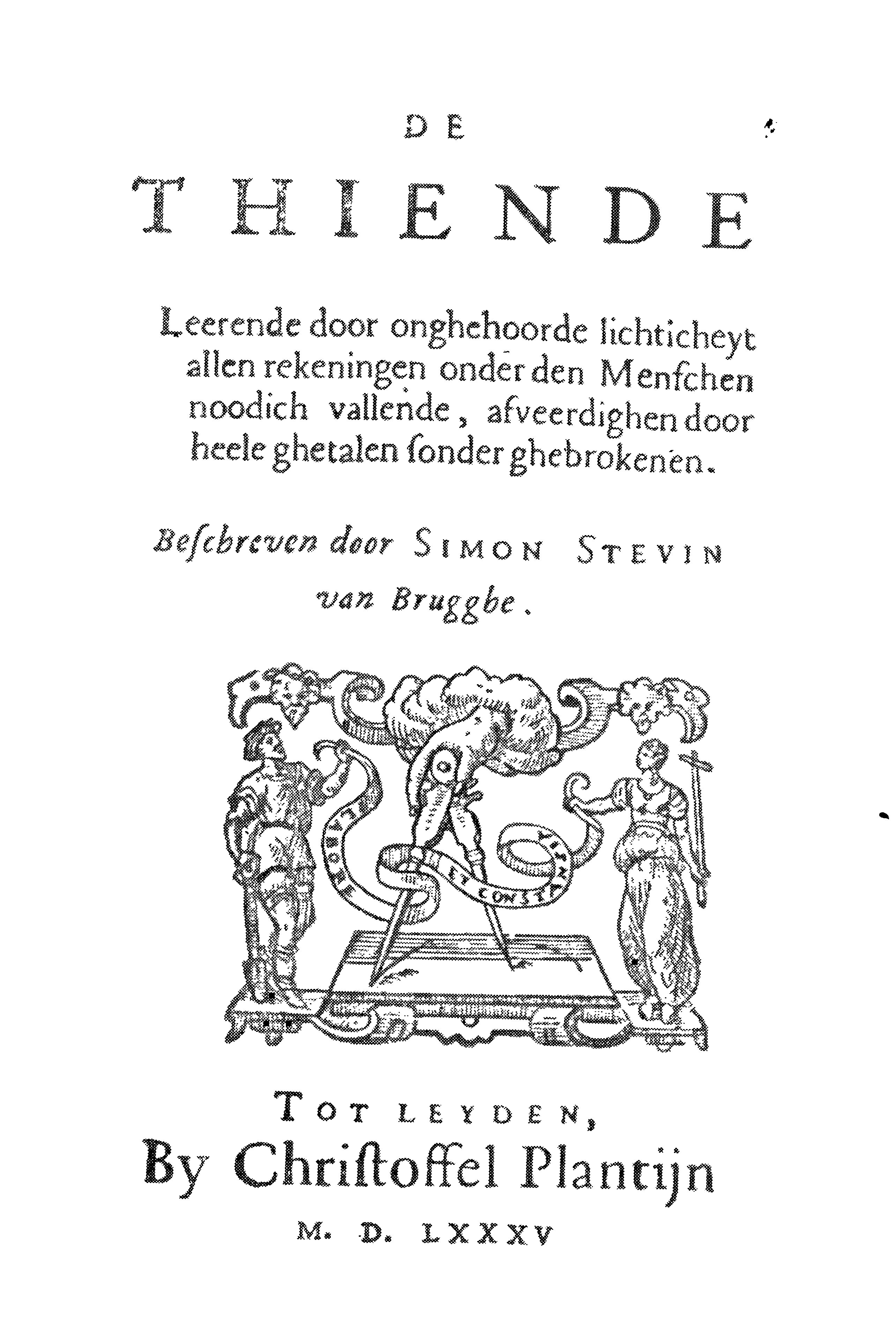
Титульный лист фламандского издания «Десятой»

Симон Стевин стал известен прежде всего своей книгой «Десятая» (De Thiende), изданной на фламандском и французском языках в 1585 году. Именно после неё в Европе началось широкое использование десятичных дробей. Десятичные индо-арабские цифры укоренились в Европе намного раньше, с XIII века, а вот дроби использовались либо натуральные, либо шестидесятеричные, либо масштабированные до целых чисел. Например, когда Региомонтан составил первую чисто десятичную таблицу тангенсов (1467), она содержала целые числа, соответствующие радиусу круга 100 000 единиц. Правда, Иммануил Бонфис, Виет и некоторые другие математики уже начали использовать десятичные дроби, но правилом это ещё не стало.
Трактат Стевина содержал практическое описание арифметики десятичных дробей, а также пылкую и хорошо аргументированную пропаганду полезности их применения, в частности, в системах мер и монетном деле.
Десятичную запятую (в Англии — точку) ещё не придумали, и Стевин для ясности указывал над каждой цифрой (или после неё) заключённый в кружок её номер разряда, положительный для целой части, отрицательный для мантиссы.
Другая заслуга Стевина — разрыв с античной традицией и полное уравнение в правах иррациональных чисел. В своём трактате «Арифметика» он определил число как «меру количества некоей вещи» и провозгласил, что «единица делима», и что нет никаких иррациональных, неправильных и т. д. чисел. С некоторой осторожностью он использовал и отрицательные числа.
Вслед за Оремом Стевин ввёл дробные (хотя в данном случае — не десятичные) показатели степени (например, 2/3).

Рисунок из книги Стевина: равновесие на наклонной плоскости

Он же доказал закон равновесия тела на наклонной плоскости, исходя из невозможности вечного двигателя.
Стевин сформулировал правило векторного сложения сил — правда, только для частного случая перпендикулярных сил. В общем случае правило открыл Роберваль.

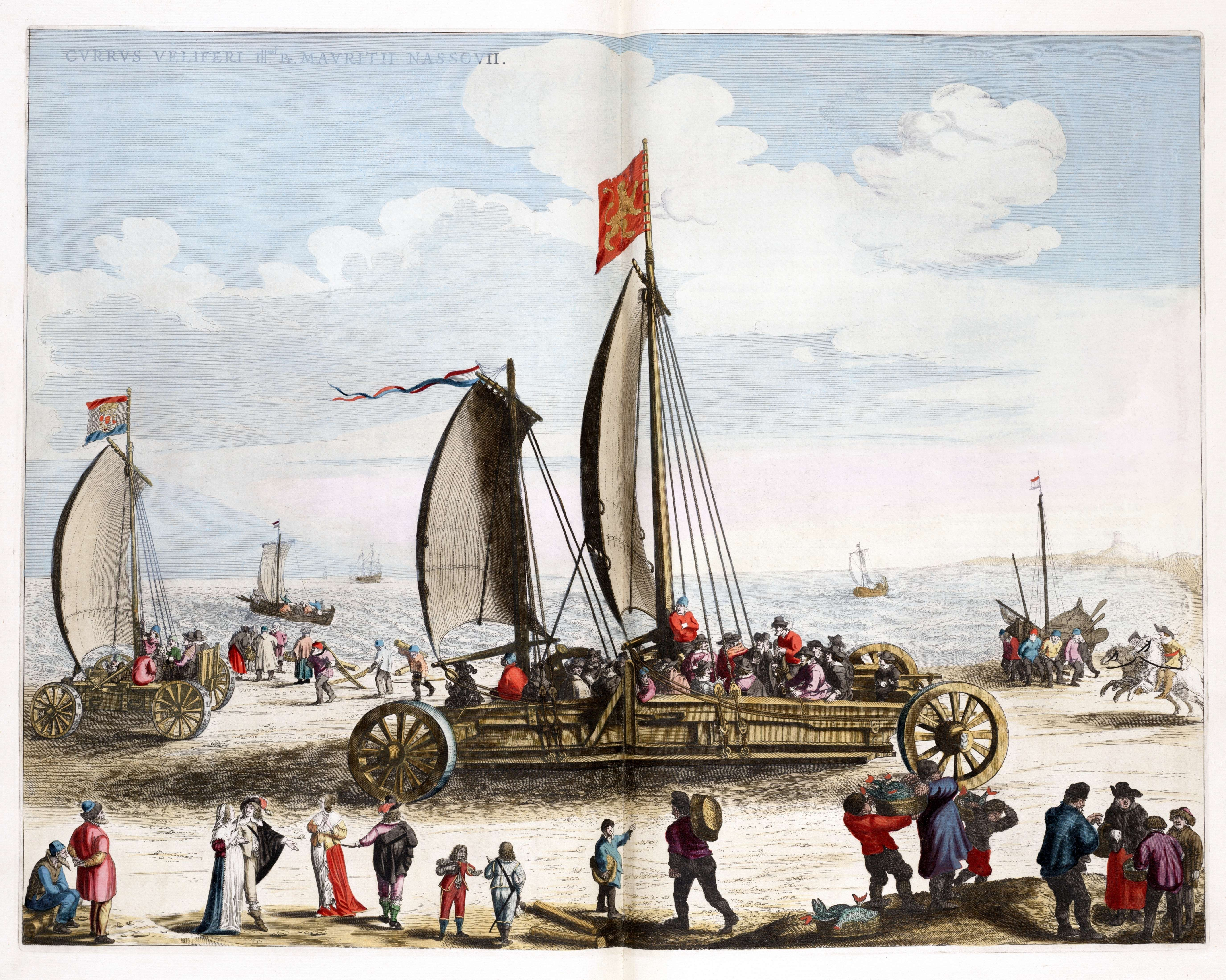
«Сухопутная яхта» Стевина

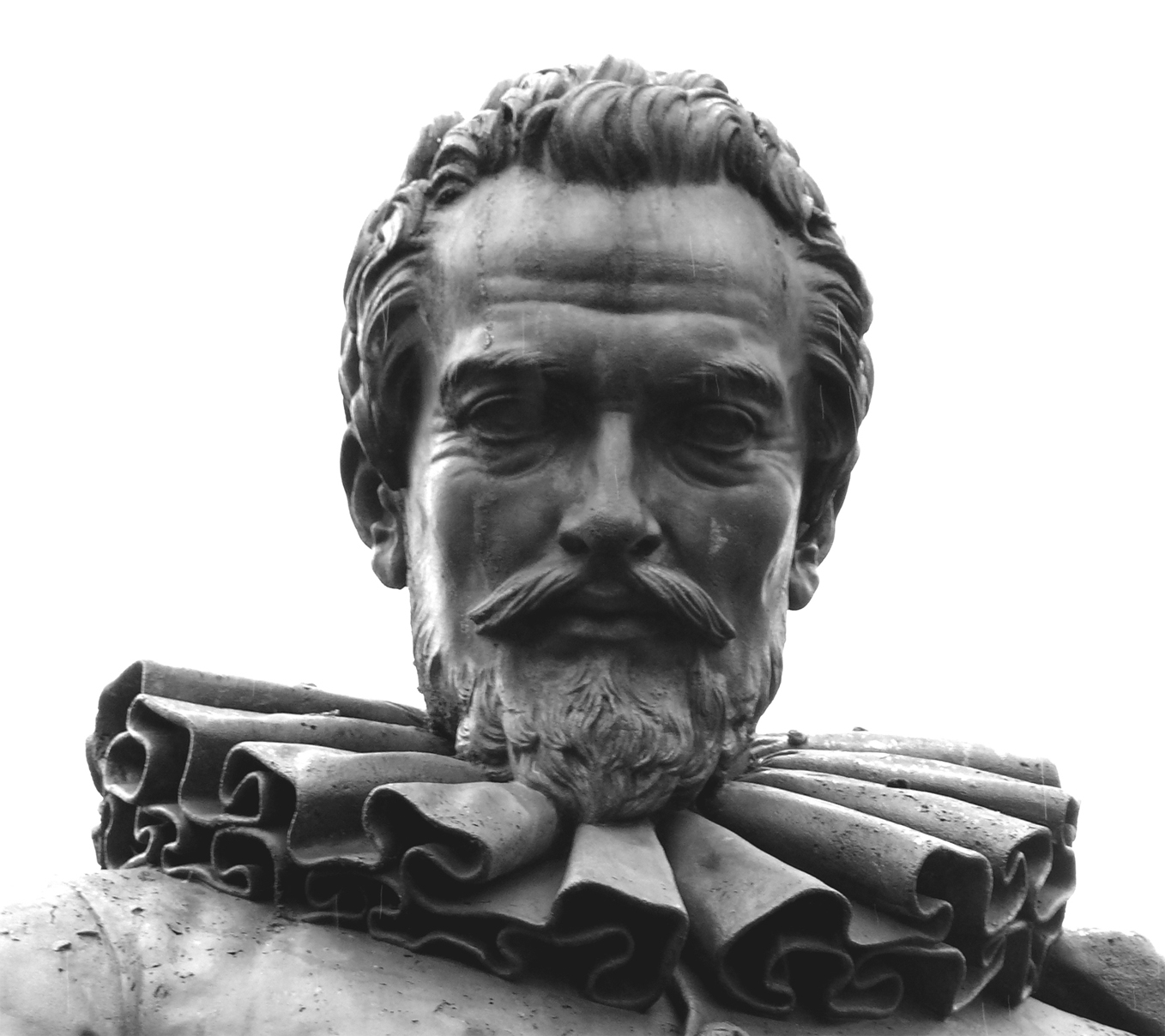
Памятник Стевину в Брюгге (деталь)

Около 1600 года Стевин продемонстрировал согражданам своё изобретение — сухопутную парусную яхту на колёсах, и прокатил на ней принца вдоль побережья быстрее, чем на лошади.
В 1586 году экспериментально доказал, что тела разных масс падают с одинаковым ускорением (часто этот результат связывают с экспериментами Галилея).
Стевин доказал теорему, согласно которой в случае равновесия центр тяжести однородного плавающего тела должен находиться выше центра тяжести вытесненной жидкости.
Помимо всего перечисленного, Стевин писал труды по механике, геометрии, изобрёл двойную бухгалтерскую регистрацию (дебет/кредит). В 1590 году составил таблицы, в которых было указано время наступления приливов в любом месте в зависимости от положения Луны.
Стевин — автор трактата по теории музыки «Vande spiegheling der singconst», на фламандском языке, который не был опубликован при жизни автора.
Одним из первых поддержал гелиоцентрическую систему мира Коперника.

## Память
В память Стевина названы:
- Кратер Стевин на Луне.
- Площадь[нидерл.] в Брюгге, где установлен памятник учёному.
- Судно для засыпки труб на морском дне (дноуглубительная компания Jan de Nul, Бельгия, 2010).
- Портрет размещён на бельгийской почтовой марке 1942 года.

## Труды Стевина
- Tafelen van Interest, 1582;
- Problemata geometrica, 1583;

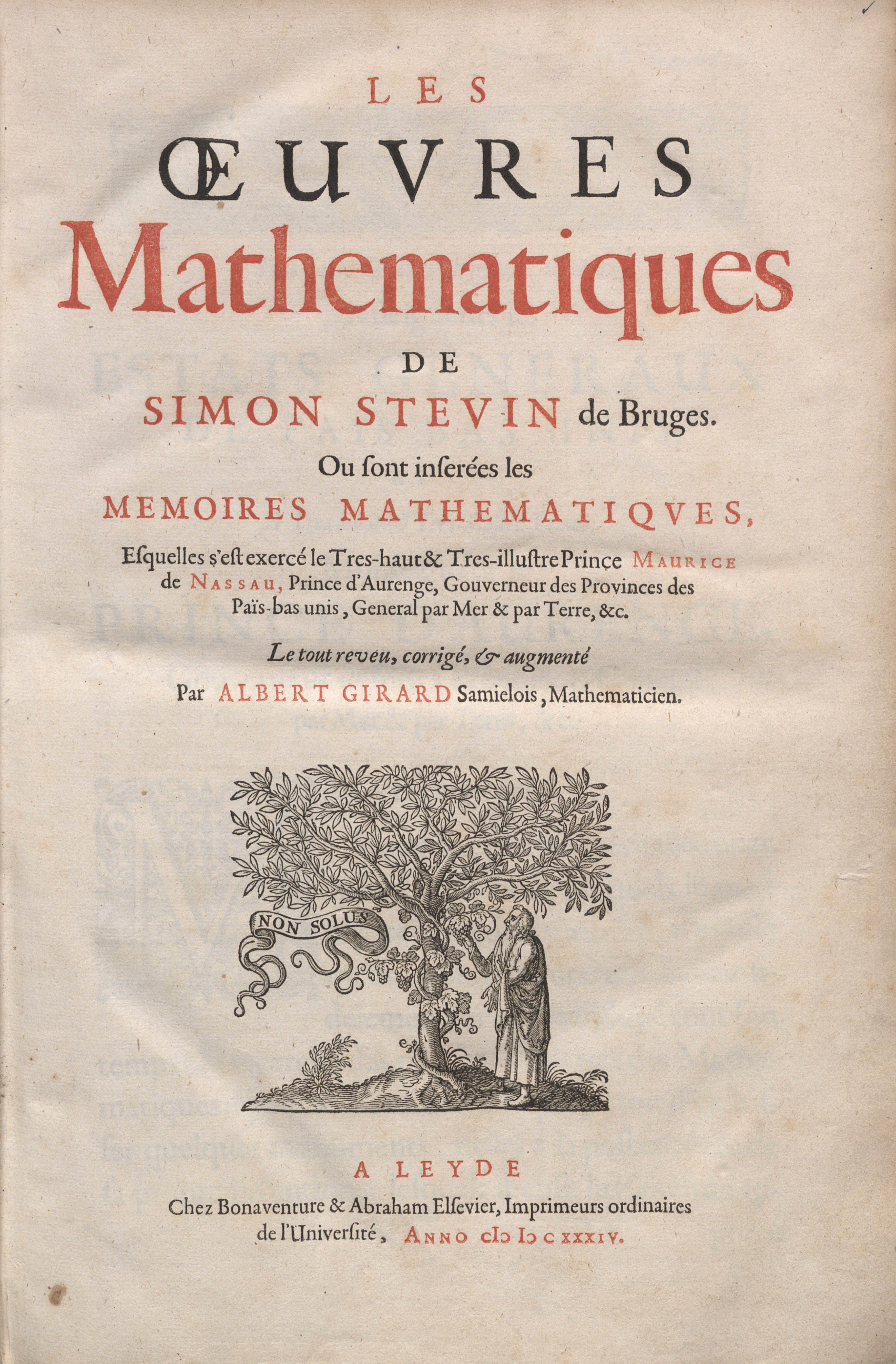
Oeuvres mathematiques, 1634

- De Thiende (La Theinde, Десятая), 1585;
- La pratique d’arithmétique, 1585;
- L’arithmétique in 1585;
- De Beghinselen der Weeghconst, 1586;
- De Beghinselen des Waterwichts, 1586 (гидростатика);
- Vita Politica, 1590;
- De Stercktenbouwing (фортификационные сооружения), 1594;
- De Havenvinding (навигация), 1599;
- De Hemelloop, 1608;
- Wiskonstighe Ghedachtenissen (Математические записки, несколько ранних сочинений по тригонометрии, теории измерений, перспективе);
- Castrametatio, dat is legermeting and Nieuwe Maniere van Stercktebou door Spilsluysen, 1617;
- Vande spiegheling der singconst («Об искусстве пения», дата неизвестна).
- Сочинения Симона Стевина на сайте Королевской Академии наук Нидерландов historyofscience.nl